# Мелитопольский городской парк культуры и отдыха имени Максима Горького
Мелитопольский городской парк культуры и отдыха имени М. Горького (укр. Парк культури і відпочинку імені Горького) — главный парк Мелитополя, памятник садово-парковой архитектуры. Интересен разнообразием произрастающих в нём деревьев, многочисленными аттракционами и «Поляной Сказок». Играет важную роль в культурной жизни города.

## Расположение
Парк ограничен проспектом Богдана Хмельницкого, площадью Героев Украины, улицей Ивана Алексеева и жилым массивом по улице Шмидта. В восточной части парка находится Мелитопольская районная больница, в юго-западной части — стадион «Спартак» имени Олега Олексенко, в северо-западной части — Мелитопольская гимназия № 10.

## История

### Основание парка
В 1920-х годах в Мелитополе уже был городской сад у Молочной реки, действующий ещё с дореволюционных времён, однако для численно выросшего города зона отдыха стала недостаточной. Главный лесничий Старобердянского лесничества Иван Алексеев составил проект нового городского парка. Реализация проекта началась в 1926 году, когда город посетил первый секретарь Днепропетровского обкома Мендель Хатаевич (в то время Мелитополь входил в состав Днепропетровской области).
На 22:00 часа в здание городского комитета партии (нынешнее здание музея по ул. М. Грушевского) были вызваны руководители всех предприятий города.
Хатаевич в приказном порядке поставил перед ними конкретную задачу: в предельно сжатый срок, на пустующей земле за приграничной Межевой улицей создать парк культуры и отдыха.
В 24:00 руководители предприятий с полученными заданиями отбыли не домой, а на свои рабочие места.
В 8:00 часов следующего дня строительные и монтажные работы были развернуты по всему фронту.С. И. Бензик, директор завода завода им. Микояна
Всеми работами руководил Иван Алексеев. Пустырь перекапывался вручную. Сначала площадь строящегося парка составляла 3,5 га, затем была увеличена до 7 га. Воду возили из большого пруда городского сада и из больницы в деревянных бочках, так как водопровод в городе отсутствовал. Саженцы, предоставленные Иваном Алексеевым, возили из Бердянского лесничества на тракторе с двумя прицепами.
Парк был открыт спустя полгода после начала работ, в 1927 году. Изначально ему было присвоено имя М. М. Хатаевича.

### Парк в довоенный и военный период
В 1930-х годах парк был ограждён по периметру кованой оградой на кирпичном фундаменте. По воспоминаниям старожилов города, эта ограда принадлежала бывшему каменному собору Александра Невского на Базарной площади. Из кованной ограды вырубили кресты, а решёткой обнесли городской парк. Центральный вход находился на Межевой улице. Перед ним располагались ступеньки. Вход состоял из трёх арочных ворот из красного кирпича, значительно выше ограды, и нескольких проходов с кассами. Стоимость билета составляла 15 копеек. Парк был открыт по средам, четвергам, субботам и воскресеньям, а остальные дни недели были санитарными. Парк закрывался в 11 часов вечера.
У центрального фонтана ровно в шесть
Мы услышим эту радостную весть
Наше танго о весне и о любви
Что когда-то сочинили соловьи!
(В. Кулешова)
Каждое предприятие города шефствовало над определённым участком парка.
В 1933 году в парке были сооружены летняя эстрада, детская площадка и стрелковый тир.
К 1934 году парк расширился до 27 га.
В 1936 году началось строительство стадиона и фонтана. В то же время была установлена 48-метровая парашютная вышка.
В 1937 году в парке была открыта Мелитопольская детская железная дорога имени Лазаря Кагановича. Она имела паровоз, состав из шести вагонов, две станции («Пионерская» и «им. Павлика Морозова») и депо. Сегодня о разрушенной в годы войны детской железной дороге в парке напоминает лишь корпус гимназии № 10, расположившийся в бывшем здании станции «Пионерская».
В 1939 году в парке была открыта школьная детская площадка.
В годы Великой Отечественной войны мелитопольский парк не раз превращался в поле боя, из-за чего сооружения парка и зелёный массив сильно пострадали.

### Парк в послевоенный период
После войны парк был восстановлен.
2 февраля 1951 года был утверждён проект строительства в парке имени Кагановича (старое название парка) стадиона ДСО «Спартак» на 4000 посадочных мест.
В 1954 году горисполком принял решение об открытии в парке летнего кинотеатра на базе летнего театра, который «используется не более 8—10 дней в месяц для проводимых мероприятий».
В 1960 году на основании Постановления Совета Министров УССР парк утверждён как исторический парк-памятник садово-парковой архитектуры.
В 1960-х и 1970-х годах большой комплекс работ по благоустройству парка был проведён под руководством директора М. В. Осянина.
29 января 1966 года парк был объявлен памятником садово-парковой архитектуры.
В 1968 году решением Горисполкома Мелитопольскому тресту столовых разрешена установка кафе «Левада» на территории парка рядом с существующим рестораном.
В 2005 и 2006 годах Мелитопольский ПКиО им. М. Горького входил в число 8 парков Украины, которые за достижение выдающихся успехов в своей работе были удостоены почётной награды «Золотое дерево».
В 2008 году для парка был разработан и утверждён «Проект содержания и реконструкции».

## Флора
В парке произрастает около 50 видов деревьев и около 30 видов кустарников. Из деревьев это дуб обыкновенный, робиния лжеакация и её форма шаровидная, софора японская, айлант высочайший, глядичия трехколючковая, липа сердцелистная, конский каштан обыкновенный, различные виды клёна, берёзы, тополя, сосны; из кустарников — карагана древовидная, бирючина обыкновенная, можжевельник казацкий, чубушник обыкновенный, различные формы сирени. Некоторые деревья имеют возраст около 80 лет. Из экзотов встречаются тис ягодный, маклюра оранжевая, церцис европейский (иудино дерево), форзиция поникающая

## Фауна
В парке гнездятся 35-38 видов птиц.

## Достопримечательности и аттракционы
В парке работают «Колесо обозрения», «Весёлые горки», «Ромашка», «Лодочки», «Солнышко», детские площадки, тир, игральные автоматы. Сдаются напрокат бильярдные и теннисные столы, настольные игры. По парку курсирует «Весёлый экспресс».
В центре парка находится «Поляна Сказок», на которой собраны деревянные скульптуры на сказочные сюжеты, созданные мелитопольскими мастерами.
В парке действуют летняя эстрада, зоовернисаж, музей истории парка, танцплощадки, кафе. Парк является традиционным местом проведения детских праздников, выступлений мелитопольских бардов, встречи любителей шахмат.

## Галерея
|                   |                   |                                  |                      |                                                         |
| центральная аллея | памятник Горькому | вход в парк со стороны проспекта | бюст Тараса Шевченко | перекрашенные буквы у входа в парк со стороны проспекта |